# Atsushi Takahashi
Atsushi Takahashi (japonès: 高橋 篤志, Takahashi Atsushi; nascut el 1965) és un astrònom aficionat japonès i descobridor de planetes menors.
Viu a Kitami, a l’illa d'Hokkaido, al nord del Japó, on observa asteroides i cometes a l'Observatori de Kitami (codi 400). Takahashi és membre del club d'astronomia local "Hokkaidō Suisei Shōwakusei Kaigi" (北海道 彗星 com 小 惑星 会議).
Amb el seu col·lega Kazurō Watanabe, el Minor Planet Center els atribueix el descobriment conjunt de 22 planetes menors entre 1989 i 1991, incloent el seu descobriment amb el nombre més baix, l'asteroide (4644) Oumu. Takahashi i Watanabe també van descobrir l'asteroide interior del cinturó principal (5214) Oozora el 1990, mentre treballaven a l'Observatori de Kitami. (5214) Oozora rep el nom de Super Ōzora, el primer tren exprés a Hokkaidō.
A proposta de Watanabe, l'asteroide del cinturó principal (4842) Atsushi, descobert per Seiji Ueda i Hiroshi Kaneda a Kushiro el 1989, va ser anomenat en honor de Takahashi. La cita de noms es va publicar l'1 de setembre de 1993 (M.P.C. 22503).